# Rafael Jambeiro
Rafael Jambeiro é um município brasileiro do estado da Bahia.
Rafael Jambeiro recebeu esse nome em homenagem a Rafael Jambeiro, médico e político baiano que morava em Castro Alves e atendia pacientes na região onde o município foi posteriormente fundado.

## História
Rafael Jambeiro recebeu status de município pela lei estadual n.º 4.447, de 9 de maio de 1985, com território desmembrado do município de Castro Alves. Este município obteve emancipação em 9 de maio de 1985 e, após a promulgação do ato de emancipação pela Assembleia Legislativa da Bahia, seguiram-se as primeiras eleições municipais na localidade que resultaram na eleição de Marciano Serra, como seu primeiro prefeito.

## Política e administração
O município de Rafael Jambeiro possui uma estrutura político-administrativa composta pelo Poder Executivo, chefiado por um prefeito eleito por sufrágio universal, o qual é auxiliado diretamente por secretários municipais nomeados por ele, e pelo Poder Legislativo, institucionalizado pela Câmara Municipal de Rafael Jambeiro, órgão colegiado de representação dos munícipes que é composto por 11 vereadores também eleitos por sufrágio universal.

### Autoridades municipais
- Prefeito: Marinalvo Fernandes Serra (Nalvinho), do União Brasil [2025–][10]
- Vice-prefeito: Jái de João Machado, do União Brasil [2025–][11]